# Nascar Grand National Series 1966
Nascar Grand National Series 1966 var den 18:e upplagan av den främsta divisionen av professionell stockcarracing i USA sanktionerad av National Association for Stock Car Auto Racing. Säsongen bestod av 49 race och inleddes redan 14 november 1965 på Augusta International Raceway i Georgia och avslutades 30 oktober 1966 på North Carolina Motor Speedway i Rockingham i North Carolina. David Pearson vann sin första av totalt tre mästerskapstitlar.

## Resultat
| Nr      | Datum        | Tävling                    | Bana                                                         | Pole             | Vinnare          | Konstruktör | Start | Rapport |
| ------- | ------------ | -------------------------- | ------------------------------------------------------------ | ---------------- | ---------------- | ----------- | ----- | ------- |
| 1       | 14 november  | Georgia Cracker 300        | Augusta International Raceway, Augusta, Georgia              | Richard Petty    | Richard Petty    | Plymouth    | 1     | Rapport |
| 2       | 23 januari   | Motor Trend 500            | Riverside International Raceway, Moreno Valley, Kalifornien  | David Pearson    | Dan Gurney       | Ford        | 2     | Rapport |
| 3       | 25 februari  | Daytona 500 Qualifier #1   | Daytona International Speedway, Daytona Beach, Florida       | Richard Petty    | Paul Goldsmith   | Plymouth    | 8     |         |
| 4       | 25 februari  | Daytona 500 Qualifier #2   | Daytona International Speedway, Daytona Beach, Florida       | Dick Hutcherson  | Earl Balmer      | Dodge       | 6     |         |
| 5       | 27 februari  | Daytona 500                | Daytona International Speedway, Daytona Beach, Florida       | Richard Petty    | Richard Petty    | Plymouth    | 1     | Rapport |
| 6       | 13 mars      | Peach Blossom 500          | North Carolina Motor Speedway, Rockingham, North Carolina    | Paul Goldsmith   | Paul Goldsmith   | Plymouth    | 1     | Rapport |
| 7       | 20 mars      | Southeastern 500           | Bristol International Speedway, Bristol, Tennessee           | Paul Lewis       | Dick Hutcherson  | Ford        | 6     | Rapport |
| 8       | 27 mars      | Atlanta 500                | Atlanta International Raceway, Atlanta, Georgia              | Richard Petty    | Jim Hurtubise    | Plymouth    | 5     | Rapport |
| 9       | 3 april      | Hickory 250                | Hickory Motor Speedway, Hickory, North Carolina              | Elmo Langley     | David Pearson    | Dodge       | 4     | Rapport |
| 10      | 7 april      | Columbia 200               | Columbia Speedway, Cayce, South Carolina                     | Tom Pistone      | David Pearson    | Dodge       | 6     | Rapport |
| 11      | 9 april      | Greenville 200             | Greenville-Pickens Speedway, Easley, South Carolina          | Tiny Lund        | David Pearson    | Dodge       | 2     | Rapport |
| 12      | 11 april     | Race 12                    | Bowman Gray Stadium, Winston-Salem, North Carolina           | David Pearson    | David Pearson    | Dodge       | 1     |         |
| 13      | 17 april     | Gwyn Staley 400            | North Wilkesboro Speedway, North Wilkesboro North Carolina   | Jim Paschal      | Jim Paschal      | Plymouth    | 1     | Rapport |
| 14      | 24 april     | Virginia 500               | Martinsville Speedway, Ridgeway, Virginia                    | Jim Paschal      | Jim Paschal      | Plymouth    | 1     | Rapport |
| 15      | 30 april     | Rebel 400                  | Darlington Raceway, Darlington, South Carolina               | Richard Petty    | Richard Petty    | Plymouth    | 1     | Rapport |
| 16      | 7 maj        | Tidewater 250              | Langley Raceway, Hampton, Virginia                           | Richard Petty    | Richard Petty    | Plymouth    | 1     | Rapport |
| 17      | 10 maj       | Speedy Morelock 200        | Middle Georgia Raceway, Macon, Georgia                       | Richard Petty    | Richard Petty    | Plymouth    | 1     | Rapport |
| 18      | 13 maj       | Independent 250            | Starlite Speedway, Monroe, North Carolina                    | James Hylton     | Darel Dieringer  | Ford        | 20    | Rapport |
| 19      | 15 maj       | Richmond 250               | Atlantic Rural Fairgrounds, Richmond, Virginia               | Tom Pistone      | David Pearson    | Dodge       | 4     | Rapport |
| 20      | 22 maj       | World 600                  | Charlotte Motor Speedway, Charlotte, North Carolina          | Richard Petty    | Marvin Panch     | Plymouth    | 7     | Rapport |
| 21      | 29 maj       | Race 21                    | Dog Track Speedway, Moyock, North Carolina                   | Richard Petty    | David Pearson    | Dodge       | 2     |         |
| 22      | 2 juni       | Asheville 300              | New Asheville Speedway, Asheville, North Carolina            | Richard Petty    | David Pearson    | Dodge       | 2     | Rapport |
| 23      | 4 juni       | Race 23                    | Piedmont Interstate Fairgrounds, Spartanburg, South Carolina | David Pearson    | Elmo Langley     | Ford        | 6     |         |
| 24      | 9 juni       | East Tennessee 200         | Smoky Mountain Raceway, Maryville, Tennessee                 | Tom Pistone      | David Pearson    | Dodge       | 4     | Rapport |
| 25      | 12 juni      | Fireball 300               | Asheville-Weaverville Speedway, Weaverville, North Carolina  | Richard Petty    | Richard Petty    | Plymouth    | 1     | Rapport |
| 26      | 15 juni      | Beltsville 200             | Beltsville Speedway, Beltsville, Maryland                    | Richard Petty    | Tiny Lund        | Ford        | 7     | Rapport |
| 27      | 25 juni      | Pickens 200                | Greenville-Pickens Speedway, Easley, South Carolina          | David Pearson    | David Pearson    | Dodge       | 1     | Rapport |
| 28      | 4 juli       | Firecracker 400            | Daytona International Speedway, Daytona Beach, Florida       | LeeRoy Yarbrough | Sam McQuagg      | Dodge       | 4     | Rapport |
| 29      | 7 juli       | Old Dominion 150           | Old Dominion Speedway, Manassas, Virginia                    | Bobby Allison    | Elmo Langley     | Ford        | 2     | Rapport |
| 30      | 10 juli      | Race 30                    | Bridgehampton Raceway, Bridgehampton, New York               | David Pearson    | David Pearson    | Dodge       | 1     |         |
| 31      | 12 juli      | Maine 100                  | Oxford Plains Speedway, Oxford, Maine                        | Bobby Allison    | Bobby Allison    | Chevrolet   | 1     | Rapport |
| 32      | 14 juli      | Race 32                    | Fonda Speedway, Fonda, New York                              | Richard Petty    | David Pearson    | Dodge       | 12    |         |
| 33      | 16 juli      | Race 33                    | Islip Speedway, Islip, New York                              | Tom Pistone      | Bobby Allison    | Chevrolet   | 7     |         |
| 34      | 24 juli      | Volunteer 500              | Bristol International Speedway, Bristol, Tennessee           | Curtis Turner    | Paul Goldsmith   | Plymouth    | 4     | Rapport |
| 35      | 28 juli      | Smoky Mountain 200         | Smoky Mountain Raceway, Maryville, Tennessee                 | Buddy Baker      | Paul Lewis       | Plymouth    | 27    | Rapport |
| 36      | 30 juli      | Nashville 400              | Nashville Speedway, Nashville, Tennessee                     | Richard Petty    | Richard Petty    | Plymouth    | 1     | Rapport |
| 37      | 7 augusti    | Dixie 400                  | Atlanta International Raceway, Atlanta, Georgia              | Curtis Turner    | Richard Petty    | Plymouth    | 5     | Rapport |
| 38      | 18 augusti   | Sandlapper 200             | Columbia Speedway, Cayce, South Carolina                     | Bobby Allison    | David Pearson    | Dodge       | 4     | Rapport |
| 39      | 21 augusti   | Western North Carolina 500 | Asheville-Weaverville Speedway, Weaverville, North Carolina  | Junior Johnson   | Darel Dieringer  | Mercury     | 2     | Rapport |
| 40      | 24 augusti   | Maryland 200               | Beltsville Speedway, Beltsville, Maryland                    | Bobby Allison    | Bobby Allison    | Chevrolet   | 1     | Rapport |
| 41      | 27 augusti   | Myers Brothers 250         | Bowman Gray Stadium, Winston-Salem, North Carolina           | Richard Petty    | David Pearson    | Dodge       | 2     | Rapport |
| 42      | 5 september  | Southern 500               | Darlington Raceway, Darlington, South Carolina               | LeeRoy Yarbrough | Darel Dieringer  | Mercury     | 3     | Rapport |
| 43      | 9 september  | Buddy Shuman 250           | Hickory Motor Speedway, Hickory, North Carolina              | Richard Petty    | David Pearson    | Dodge       | 2     | Rapport |
| 44      | 11 september | Capital City 300           | Atlantic Rural Fairgrounds, Richmond, Virginia               | David Pearson    | David Pearson    | Dodge       | 1     | Rapport |
| 45      | 18 september | Joe Weatherly 150          | Orange Speedway, Hillsborough, North Carolina                | Dick Hutcherson  | Dick Hutcherson  | Ford        | 1     | Rapport |
| 46      | 25 september | Old Dominion 500           | Martinsville Speedway, Ridgeway, Virginia                    | Junior Johnson   | Fred Lorenzen    | Ford        | 2     | Rapport |
| 47      | 2 oktober    | Wilkes 400                 | North Wilkesboro Speedway, North Wilkesboro North Carolina   | Junior Johnson   | Dick Hutcherson  | Ford        | 4     | Rapport |
| 48      | 16 oktober   | National 500               | Charlotte Motor Speedway, Charlotte, North Carolina          | Fred Lorenzen    | LeeRoy Yarbrough | Dodge       | 17    | Rapport |
| 49      | 30 oktober   | America 500                | North Carolina Motor Speedway, Rockingham, North Carolina    | Fred Lorenzen    | Fred Lorenzen    | Ford        | 1     | Rapport |
| Källor: |              |                            |                                                              |                  |                  |             |       |         |

## Slutställning
| Plats   | Förare          | Starter | Vinster | Top 5 | Top 10 | Pole | Ledda varv | Prispengar | Poäng | +\-    |
| ------- | --------------- | ------- | ------- | ----- | ------ | ---- | ---------- | ---------- | ----- | ------ |
| 1       | David Pearson   | 42      | 15      | 26    | 33     | 7    | 3174       | $78 194    | 35638 |        |
| 2       | James Hylton    | 41      | 0       | 20    | 32     | 1    | 198        | $38 722    | 33688 | –1950  |
| 3       | Richard Petty   | 39      | 8       | 20    | 22     | 15   | 2924       | $94 666    | 22952 | –12686 |
| 4       | Henley Gray     | 45      | 0       | 4     | 18     | 0    | 0          | $21 901    | 22468 | –13170 |
| 5       | Paul Goldsmith  | 21      | 3       | 11    | 11     | 1    | 452        | $52 609    | 22078 | –13560 |
| 6       | Wendell Scott   | 45      | 0       | 3     | 17     | 0    | 0          | $23 052    | 21702 | –13936 |
| 7       | John Sears      | 46      | 0       | 11    | 30     | 0    | 95         | $25 191    | 21432 | –14206 |
| 8       | J.T. Putney     | 39      | 0       | 4     | 9      | 0    | 32         | $18 653    | 21208 | –14430 |
| 9       | Neil Castles    | 41      | 0       | 7     | 17     | 0    | 0          | $19 034    | 20446 | –15192 |
| 10      | Bobby Allison   | 33      | 3       | 10    | 15     | 4    | 714        | $23 419    | 19910 | –15728 |
| 11      | Elmo Langley    | 47      | 2       | 12    | 20     | 1    | 279        | $22 455    | 19116 | –16522 |
| 12      | Darel Dieringer | 25      | 3       | 7     | 9      | 0    | 515        | $52 529    | 18214 | –17424 |
| 13      | Ned Jarrett     | 21      | 0       | 5     | 8      | 0    | 167        | $23 254    | 17616 | –18022 |
| 14      | Jim Paschal     | 18      | 2       | 6     | 10     | 2    | 759        | $30 984    | 16404 | –19234 |
| 15      | Sam McQuagg     | 16      | 1       | 4     | 7      | 0    | 175        | $29 529    | 16068 | –19570 |
| Källor: |                 |         |         |       |        |      |            |            |       |        |

- Notering: Endast de femton främsta förarna redovisas.